# حويط (حزم العدين)

تعديل مصدري - تعديل

حويط هي إحدى قرى عزلة الأحكوم بمديرية حزم العدين التابعة لمحافظة إب، بلغ تعداد سكانها 230 نسمة حسب تعداد اليمن لعام 2004.